# Еднаквост
Когато при налагане съвпадат, две геометрични фигури се наричат еднакви. В геометрията две фигури са еднакви, ако те имат съответно равни страни и съответно равни ъгли.

## Еднаквост на триъгълници
Еднаквостта на триъгълници е понятие от геометрията. Два триъгълника са еднакви, ако всички елементи от единия са равни на всички елементи от втория.
|  |  |  |

### Първи признак
Ако две страни и ъгъл между тях от един триъгълник са съответно равни на две страни и ъгъл между тях от друг триъгълник, то двата триъгълника са еднакви.

### Втори признак
Ако страна и два прилежащи ъгъла на един триъгълник са съответно равни на страна и два прилежащи ъгъла от друг триъгълник, то двата триъгълника са еднакви.

Втори обобщен: Ако страна и два ъгъла от един триъгълник са съответно равни на страна и два ъгъла от друг триъгълник, то двата триъгълника са еднакви (ако страните са еднакво разположни спрямо ъглите)

### Трети признак
Ако трите страни на един триъгълник са съответно равни на трите страни на друг триъгълник, то двата триъгълника са еднакви.

### Четвърти признак
Два триъгълника са еднакви, ако две страни и ъгъл срещу по-голямата от двете страни от единия триъгълник са съответно равни на две страни и ъгъл срещу по-голямата от двете страни от другия триъгълник.

От Четвъртия признак за еднаквост следва Признакът за еднаквост на правоъгълни триъгълници: Ако хипотенуза и катет от един правоъгълен триъгълник са съответно равни на хипотенуза и катет от друг правоъгълен  триъгълник, то двата триъгълника са еднакви.